# Latreus

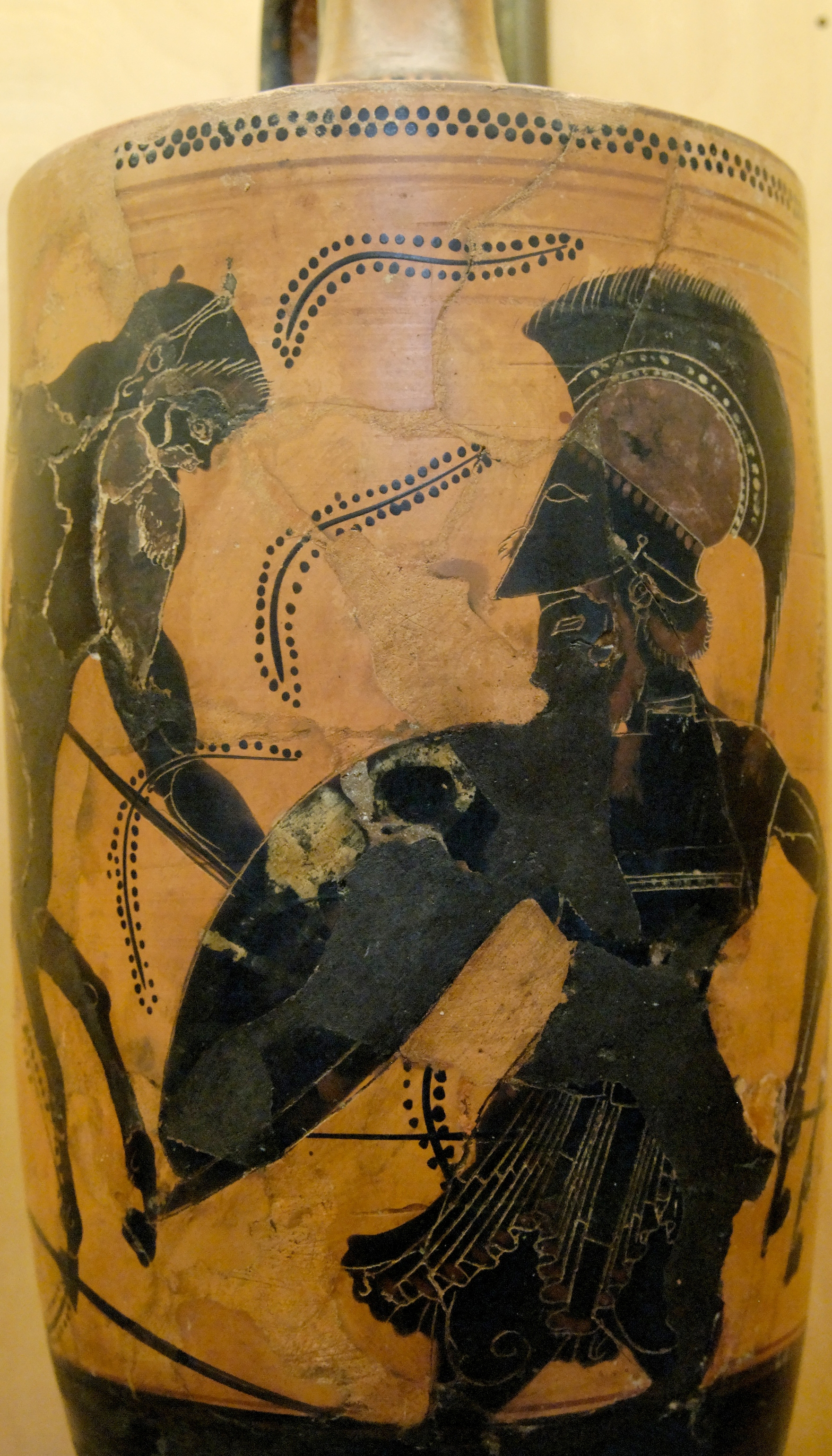
Kaineus im Zweikampf mit einem Kentauren (Latreus?)

Latreus ist in der klassischen Mythologie ein Kentaur, der an Peirithoos’ Hochzeit, die zu einem Gemetzel zwischen Kentauren und Lapithen ausartet, teilnimmt und vom transsexuellen Kaineus getötet wird. Sein Name und sein Mythos finden sich ausschließlich im 12. Buch der Metamorphosen Ovids.

## Aussprache und Etymologie
Betone und sprich: 'Latreus, das eus wie bei Zeus. Sein Name ist auf Griechisch nicht belegbar. Ovid hat ihn möglicherweise aus dem Lateinischen eingeführt und mit der gräzisierenden Endung -eus substantiviert. Er kommt dann entweder vom lateinischen latrare – bellen, ein sprechender Name, zumal wenn man seine Spottrede gegenüber Kaineus als ein tierisches Bellen auffasst: “Latreus is barking at Caeneus, calling him a woman. This is a conventional epic reproach of a foe’s masculinity.”, oder vom Substantiv latro – Räuber, auch für Raubtier, was den Kentauren noch animalischer macht.

## Der Mythos
Die letzte Episode des Hochzeitsgemetzels, Vers 463–493, beginnt unvermittelt, der unverwundbare Kaineus ist sein Hauptgegner.
Latreus … dringt vor – provolat … Latreus und tötet den Halesus aus Emathia, erbeutet dessen Waffen – spolia, Lanze, Schild, Schwert. Groß an Statur und im besten Mannesalter reitet er mit Drohgebärden im Kreis und verhöhnt den Kaineus: Er, Kainis, sei eine Frau und solle den Rocken in die Hand nehmen und Krieg den Männer überlassen, arma relinque viris. Kaineus schleudert seine Lanze und verletzt Latreus’ Seite. Schmerzentbrannt greift er Kaineus variantenreich an, kann ihn aber nicht verletzen.
Nun geht Kaineus zum Gegenangriff über, Prosaübersetzung: „Los jetzt … deinen Körper will ich (Kaineus) mit meinem Eisen angreifen!“ Und er stieß das todbringende Schwert bis zum Griff in den Vorderbug (des Kentauren) und bewegte und drehte die verborgene Hand (ohne sie zu sehen) in den Eingeweiden (hin und her) und bereitete (dem Kentauren) eine (zweite) Wunde in der (ersten) Wunde.

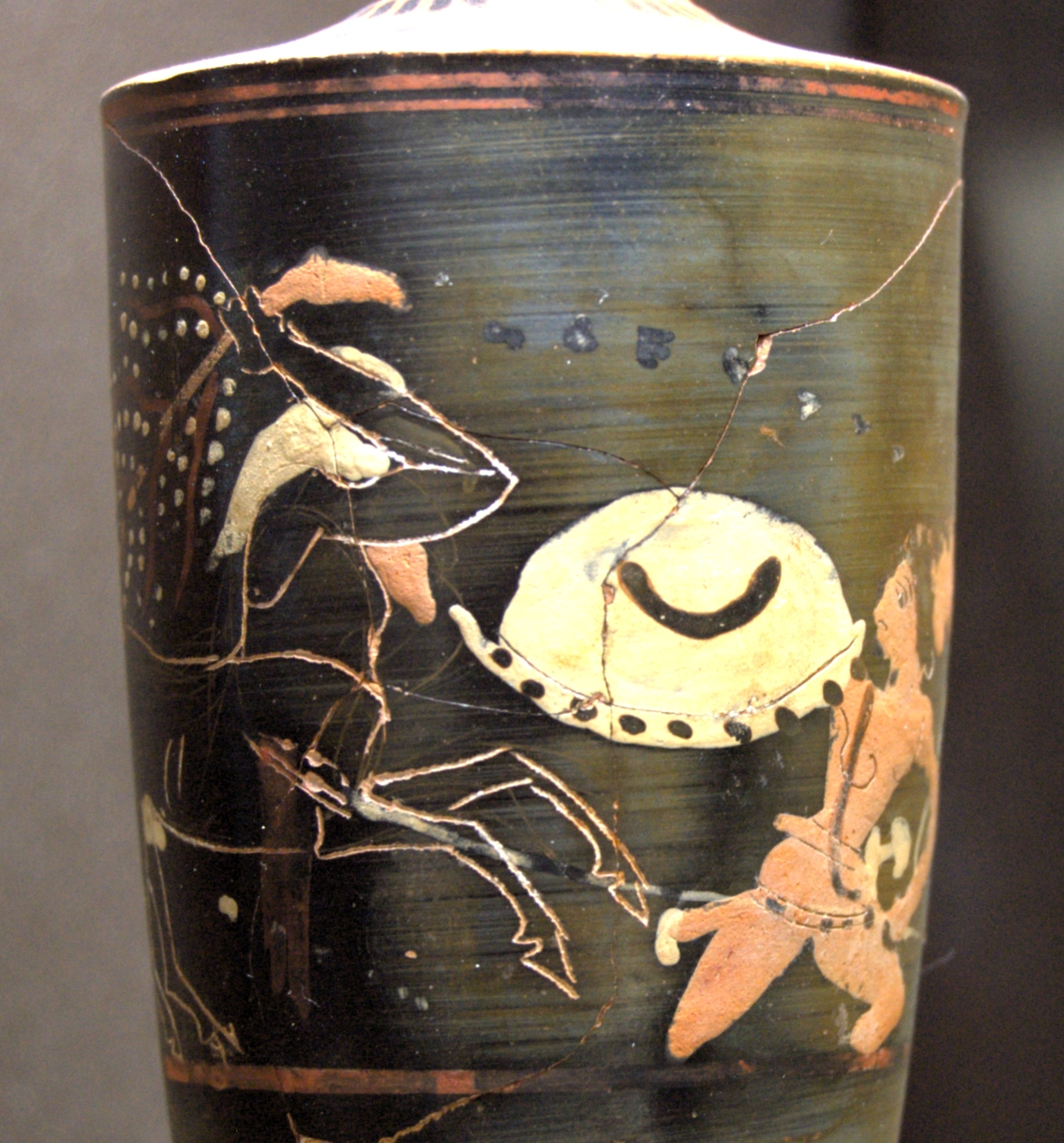
Ein Kentaur wirft einen Baum auf Kaineus.

Damit ist Latreus’ Rolle im Mythos erfüllt und seine Episode bricht abrupt ab. Kaineus hat seinen sechsten Kentauren erlegt. Seine Geschichte geht inklusive seiner Metamorphose noch etwas weiter, Vers 494–535, aber auch er wird sterben. Die anderen Kentauren eilen unter Führung des Monychos herbei, bewerfen ihn mit Baumstämmen, unter denen er erstickt. Schließlich gelingt es den Lapithen, die Kentauren zu schlagen und zu vertreiben.

## Interpretation
Sie berücksichtigt die Kontextualität des Latreus-Mythos in Ovids Kentauromachie und die geschlechtsspezifische Gegenüberstellung der beiden Protagonisten.

### Latreus’ narrative Funktion
Latreus ist der Hauptakteur in der Episode, aber Kaineus bleibt trotzdem die Hauptperson, die den Rahmen für den Mythos setzt. Latreus liefert mit seinen Invektiven und Schwertschlägen den Hintergrund, auf dem Ovid zum einen die schon in Vers 175 erwähnte Weiblichkeit des transsexuellen Kaineus noch einmal thematisieren, und zum anderen Kaineus’ spektakuläre Unverwundbarkeit bildreich und unterhaltsam einbauen kann. Latreus ist also nur Mittel zum Zweck, ohne eigene Biographie.

### Latreus’ inhaltliche Funktion
Ovid verkehrt in dieser Episode die traditionelle Rollenverteilung des heroischen Epos, in dem der Held ein Mann ist, der seinen Gegner zuweilen mit feminin konnotierten Worten wie „verweichlicht, weich, weibisch“ erniedrigen will. Dafür braucht er Latreus, den er heroisch sprechen lässt. Er tritt mit männlichem Imponiergehabe auf, ist wild, ungestüm, überheblich, zur Hälfte ein Tier. Er ist eine Parodie des klassischen Helden und sein „heroischer“ Untergang ist auf Grund seiner Hybris absehbar. Der nachfolgende Monychos setzt Latreus‘ Schmährede und die Parodie des Heldenhaften fort.
Ganz anders der transsexuelle Kaineus/Kainis, der wirklich eine Frau war und das Frausein kennt, er spricht ohne Schmähungen, bleibt sachlich und zurückhaltend, ehe er zum Gegenangriff übergeht. Er obsiegt und im weiteren Verlauf des Kampfes wird er mit Baumstämmen auf „unheroische“ Weise getötet.